# Artigas (ciudad)
Artigas es una ciudad uruguaya y la capital del departamento homónimo. De todas las capitales departamentales de Uruguay, Artigas es la más septentrional y más distante de la capital nacional Montevideo (500 km en línea recta y 600 km por carretera). Por su población, es la décima ciudad uruguaya más poblada. 
La ciudad se extiende a orillas de un amplio meandro del  río Cuareim, el cual es límite internacional con la República Federativa del Brasil; el Puente Internacional de la Concordia la vincula con la ciudad brasileña de Quaraí y entre ambas mantienen una estrecha relación social, económica y cultural. Entre las dos ciudades suman una pequeña  área metropolitana binacional, con un total de 70.000 habitantes aproximadamente.

## Ubicación
Está ubicada en la zona noreste del departamento de Artigas, en la cuesta basáltica de Haedo, en la margen izquierda del río Cuareim, en el llamado Paso del Bautista, limitando con la ciudad brasileña de Quaraí. 
Se encuentra a 500 kilómetros aproximadamente de Montevideo, en el km 127 de la ruta 30 y en el 186 de la ruta 4; 500 km aproximadamente de Buenos Aires y Porto Alegre; y 570 km de Asunción. 
La ciudad dista 105 km de Baltasar Brum, 110 km de Tomás Gomensoro y 130 km de la ciudad de Bella Unión. Las capitales departamentales más cercanas son Rivera a 110 km (por Brasil) y la ciudad de Salto a 200 km.

## Historia
Fue fundada por Carlos Catalá al finalizar la Guerra Grande con el fin de consolidar las fronteras con Brasil, con el nombre de San Eugenio del Cuareim el 12 de septiembre de 1852, eligiendo como mejor sitio el ubicado sobre las márgenes del río Cuareim y frente a la Villa San Juan Bautista del otro lado del río, que era un asentamiento militar que se transformó luego en lo que es hoy día la ciudad de Quaraí.
Desde el 5 de septiembre de 1884 es la capital del departamento. En 1915 pasa a la categoría de ciudad, con el nombre de Artigas, en homenaje al héroe nacional uruguayo José Gervasio Artigas.

## Población e idioma

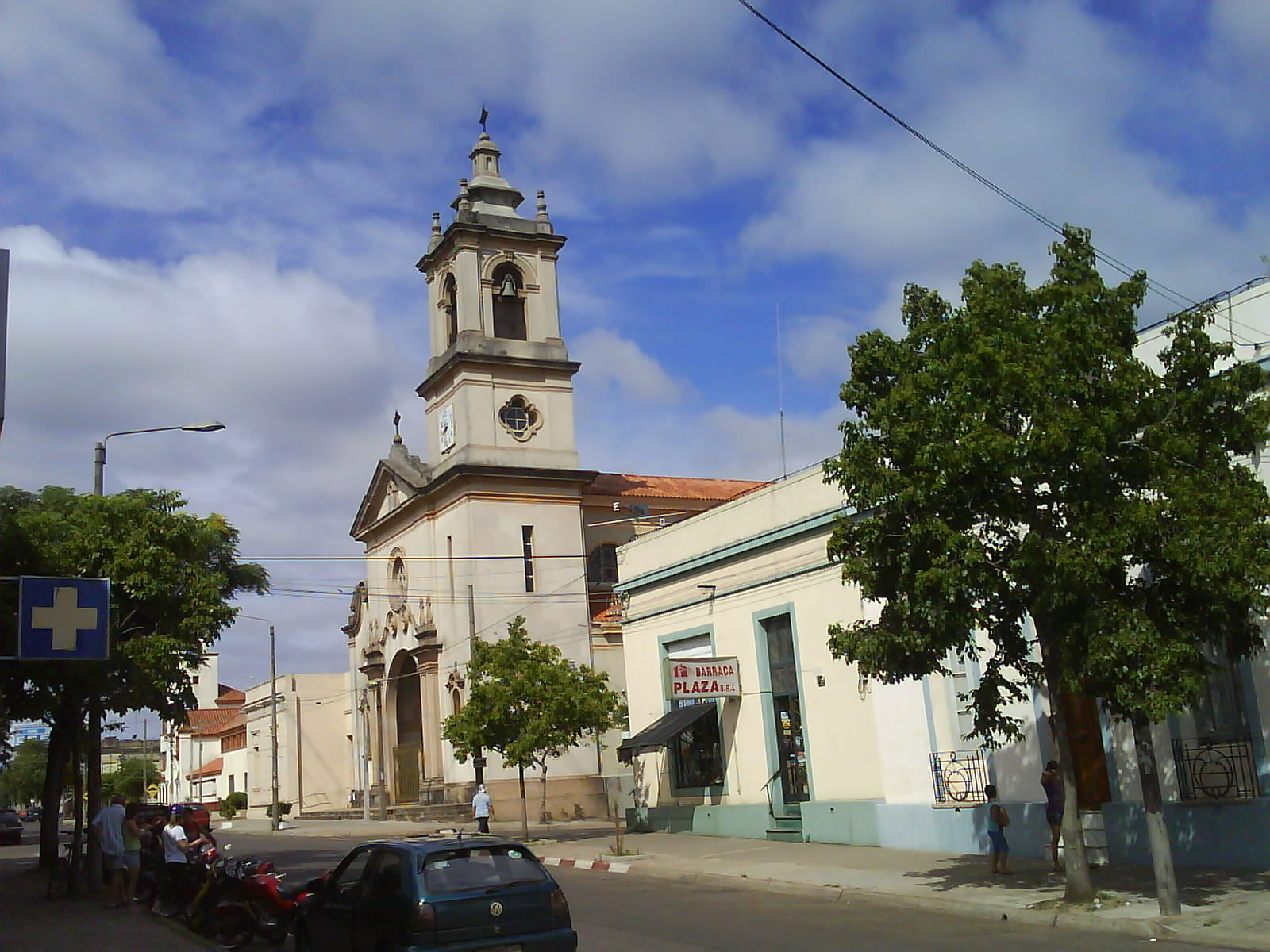
Iglesia Sagrado Corazón

Su población, según el censo de 2011 es de 40.659 habitantes, aunque considerando su periferia (El Mirador, Pintadito, Cerro Ejido y Cerro San Eugenio) alcanza los 43.567 habitantes (59% del total departamental).
| 335           | 8 857 | 23 429 | 29 256 | 35 117 | 40 244 | 41 687 | 40 658 |
| (Fuente: INE) |       |        |        |        |        |        |        |

Su idioma oficial, como es el del Uruguay es el español, aunque es común el portugués, también hablado en otros sectores de la frontera Uruguay-Brasil. Asimismo se habla en esta zona el dialecto portugués-uruguayo (DPU) informalmente conocido como portuñol.

### Personas notables
- Adelia Silva, educadora y escritora que tuvo un papel importante en la elevación de los derechos civiles de los afrouruguayos.
- Matías González, (León de Maracaná), futbolista campeón del mundo en 1950 con Uruguay.
- Darwin Núñez, (nacido en 1999), futbolista.
- Pablo Aurrecochea, (nacido en 1981), futbolista.
- Gastón Guruceaga, (nacido en 1995), futbolista.

## Clima
La ciudad de Artigas, al igual que el resto del país, goza de un clima subtropical húmedo (Cfa, según la clasificación climática de Köppen), con una temperatura media anual de 19.6 °C.
| Parámetros climáticos promedio de Artigas (normales 1991-2020) | Parámetros climáticos promedio de Artigas (normales 1991-2020) | Parámetros climáticos promedio de Artigas (normales 1991-2020) | Parámetros climáticos promedio de Artigas (normales 1991-2020) | Parámetros climáticos promedio de Artigas (normales 1991-2020) | Parámetros climáticos promedio de Artigas (normales 1991-2020) | Parámetros climáticos promedio de Artigas (normales 1991-2020) | Parámetros climáticos promedio de Artigas (normales 1991-2020) | Parámetros climáticos promedio de Artigas (normales 1991-2020) | Parámetros climáticos promedio de Artigas (normales 1991-2020) | Parámetros climáticos promedio de Artigas (normales 1991-2020) | Parámetros climáticos promedio de Artigas (normales 1991-2020) | Parámetros climáticos promedio de Artigas (normales 1991-2020) | Parámetros climáticos promedio de Artigas (normales 1991-2020) |
| Mes                                                            | Ene.                                                           | Feb.                                                           | Mar.                                                           | Abr.                                                           | May.                                                           | Jun.                                                           | Jul.                                                           | Ago.                                                           | Sep.                                                           | Oct.                                                           | Nov.                                                           | Dic.                                                           | Anual                                                          |
| -------------------------------------------------------------- | -------------------------------------------------------------- | -------------------------------------------------------------- | -------------------------------------------------------------- | -------------------------------------------------------------- | -------------------------------------------------------------- | -------------------------------------------------------------- | -------------------------------------------------------------- | -------------------------------------------------------------- | -------------------------------------------------------------- | -------------------------------------------------------------- | -------------------------------------------------------------- | -------------------------------------------------------------- | -------------------------------------------------------------- |
| Temp. máx. abs. (°C)                                           | 40.2                                                           | 40.4                                                           | 40.2                                                           | 35.8                                                           | 33.0                                                           | 30.2                                                           | 30.5                                                           | 34.4                                                           | 37.0                                                           | 37.4                                                           | 37.9                                                           | 41.0                                                           | 41.0                                                           |
| Temp. máx. media (°C)                                          | 32.2                                                           | 31.1                                                           | 29.4                                                           | 25.7                                                           | 21.5                                                           | 19.2                                                           | 18.7                                                           | 21.1                                                           | 22.4                                                           | 25.0                                                           | 28.0                                                           | 30.8                                                           | 25.4                                                           |
| Temp. media (°C)                                               | 25.8                                                           | 25.0                                                           | 23.3                                                           | 19.9                                                           | 16.2                                                           | 14.0                                                           | 13.3                                                           | 15.2                                                           | 16.7                                                           | 19.4                                                           | 21.7                                                           | 24.3                                                           | 19.6                                                           |
| Temp. mín. media (°C)                                          | 19.4                                                           | 18.9                                                           | 17.3                                                           | 14.2                                                           | 10.9                                                           | 8.9                                                            | 7.9                                                            | 9.3                                                            | 11.0                                                           | 13.8                                                           | 15.5                                                           | 17.9                                                           | 13.7                                                           |
| Temp. mín. abs. (°C)                                           | 8.6                                                            | 7.9                                                            | 5.0                                                            | 1.8                                                            | -1.9                                                           | -4.5                                                           | -4.2                                                           | -4.3                                                           | -2.8                                                           | 2.3                                                            | 3.0                                                            | 6.9                                                            | -4.5                                                           |
| Precipitación total (mm)                                       | 143                                                            | 137                                                            | 118                                                            | 180                                                            | 136                                                            | 92                                                             | 80                                                             | 65                                                             | 110                                                            | 158                                                            | 150                                                            | 155                                                            | 1525.4                                                         |
| Días de precipitaciones (≥ 1mm)                                | 7                                                              | 7                                                              | 6                                                              | 8                                                              | 6                                                              | 6                                                              | 6                                                              | 6                                                              | 7                                                              | 8                                                              | 7                                                              | 7                                                              | 81                                                             |
| Fuente: Instituto Uruguayo de Meteorología                     |                                                                |                                                                |                                                                |                                                                |                                                                |                                                                |                                                                |                                                                |                                                                |                                                                |                                                                |                                                                |                                                                |

## Economía

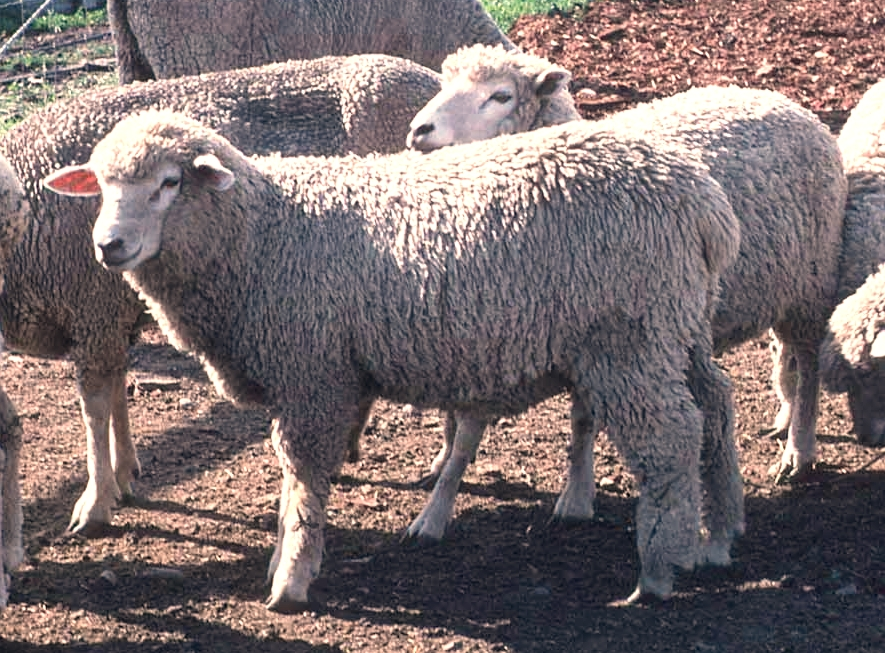
Ejemplares de raza Corriedale

Es centro comercial de una región ganadera, con predominio de ganado ovino. Artigas es el segundo productor nacional de dicho ganado (1.240.000 cabezas).  El panorama pecuario se completa con la lechería, contando con unos 80 productores, la mayoría de ellos ubicados en el cinturón lechero sobre la ciudad,  éstos remiten parte de su producción a la ciudad y parte al departamento de Salto.

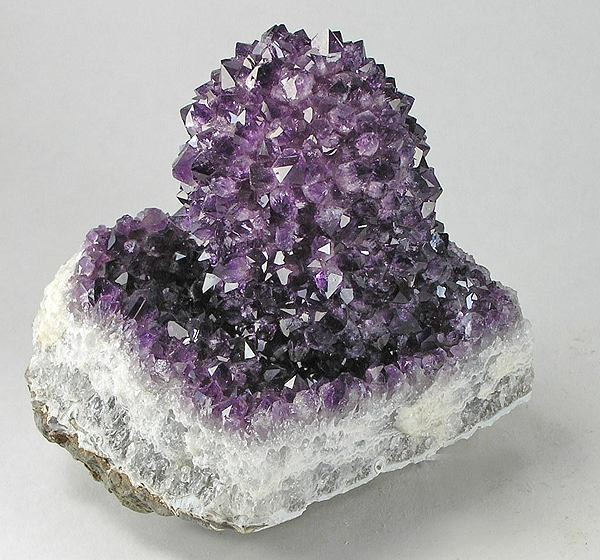
Amatista

Debido al clima, los suelos bajos y las posibilidades de riego por inundación se favorece la producción de arroz en Artigas, cultivo que ha aumentado por 10 el área destinada a su plantío en los últimos 20 años, estando entre los principales productores nacionales de dicho grano (2°-3° puesto a nivel nacional de producción anual). Existen varios molinos arroceros en los alrededores de la ciudad.
En el área de influencia de la ciudad se desarrolla además el cultivo de tabaco, cuya producción es remitida a la planta de Monte Paz en el departamento de Rivera.
Se encuentran en la ciudad varios talleres dedicados al tallado para exportación de las piedras preciosas ágatas y amatistas.
En el sector servicios destacan sus Free Shops, la actividad de estas tiendas genera el turismo de compras, que atrae principalmente turistas provenientes de Brasil.

## Servicios

### Educación

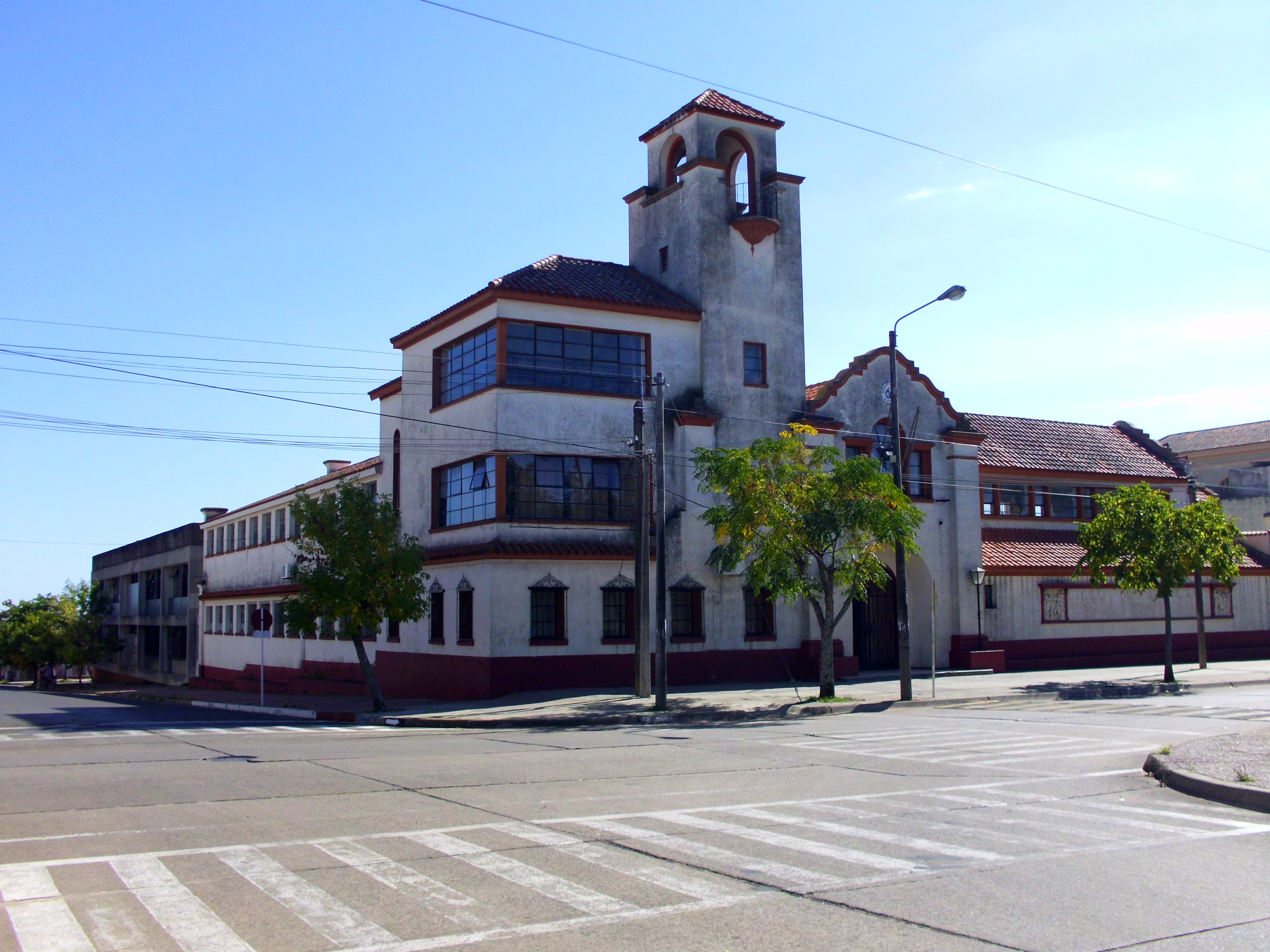
Liceo N.º 1

Los centros de enseñanza de educación primaria públicos con los que cuenta la ciudad son un jardín de infantes, 19 escuelas (5 escuelas de tiempo completo), una escuela para discapacitados intelectuales, así como una escuela de música. En materia privada existe un jardín de infantes y un colegio primario.
A nivel secundario existen en la ciudad 5 liceos públicos y un liceo privado,
 una escuela técnica y una escuela agraria, estas dos últimas a cargo de la Universidad del Trabajo del Uruguay (UTU). 
Cuenta con un Instituto de Formación Docente María Orticochea, que forma a 580 maestros y profesores.

### Salud
La ciudad cuenta con un hospital departamental dependiente de la Administración de los Servicios de Salud del Estado, así como dos sanatorios pertenecientes a las cooperativas médicas Gremial Médica Artiguense y NORMEDICA.

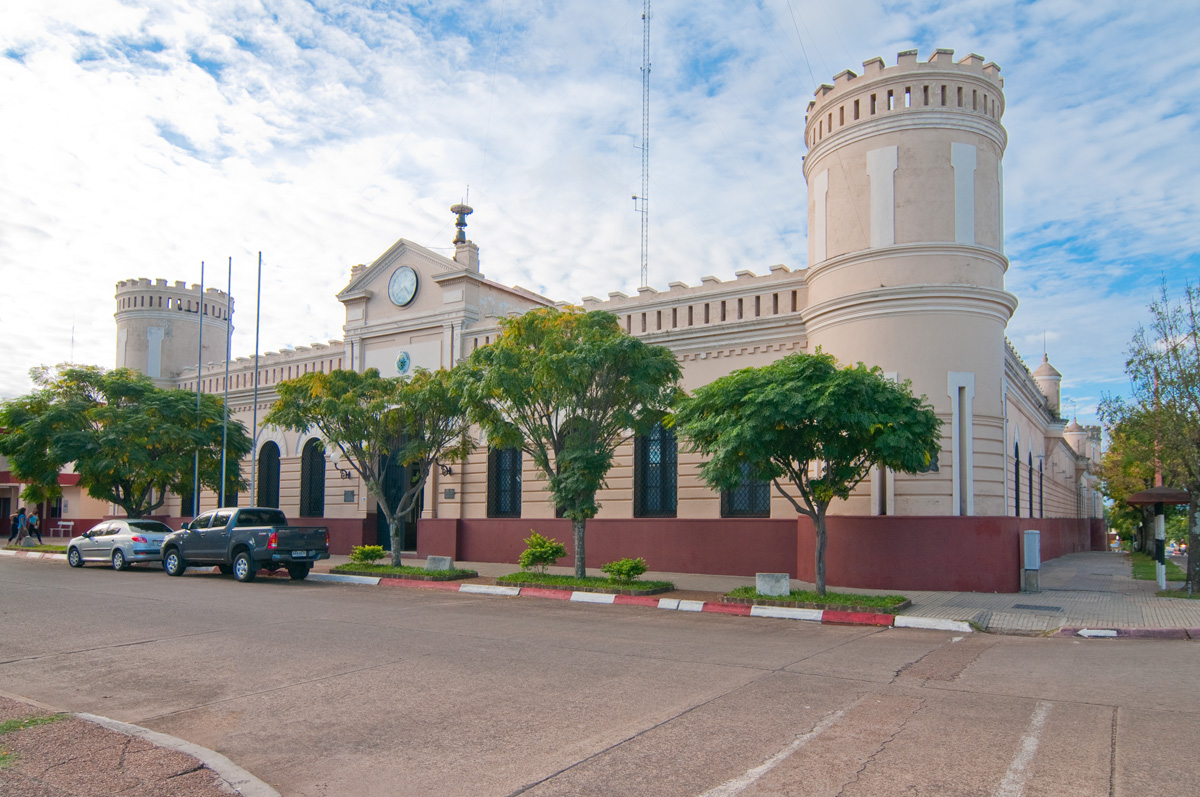
Jefatura de Policía

### Seguridad
En la ciudad se encuentra la sede de la Jefatura de Policía departamental.
Fue la obra más importante impulsada por el coronel Carlos Lecueder, inaugurada en 1896. Posee una arquitectura similar a la de un castillo medieval. Funcionó como cuartel y como cárcel. Hoy es considerada Patrimonio Histórico Nacional.
De esta Jefatura dependen las dos seccionales policiales encargadas del mantenimiento del orden público y la prevención de los delitos en la ciudad, ellas son las seccionales 1.ª y 2.ª.

## Cultura
En la ciudad existen tres museos: el Museo Histórico Departamental, dirigido por la intendencia, en proceso de reapertura; el museo parroquial del Templo San Eugenio, ubicado en la iglesia católica más antigua del departamento, frente a plaza Artigas, contiene indumentaria eclesiástica, objetos litúrgicos y otros documentos relacionados con la historia departamental; y por último el museo de la Escuela N.º 1 de Artigas, el cual reúne colecciones históricas de fotografías, documentos y objetos.
La ciudad cuenta además con tres bibliotecas al servicio de la comunidad: la biblioteca departamental " Eladio F. Dieste", manejado por la intendencia, biblioteca Barrio Ayui, y biblioteca Prof Carlos Castro, ubicada en plaza Fabini.

## Atractivos turísticos
Entre sus atractivos turísticos se encuentran:  

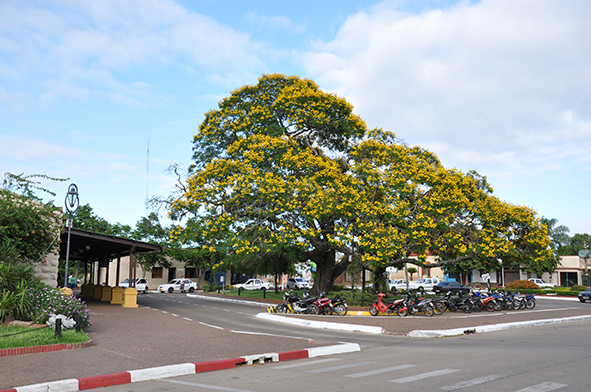
Ibirapitá de Artigas

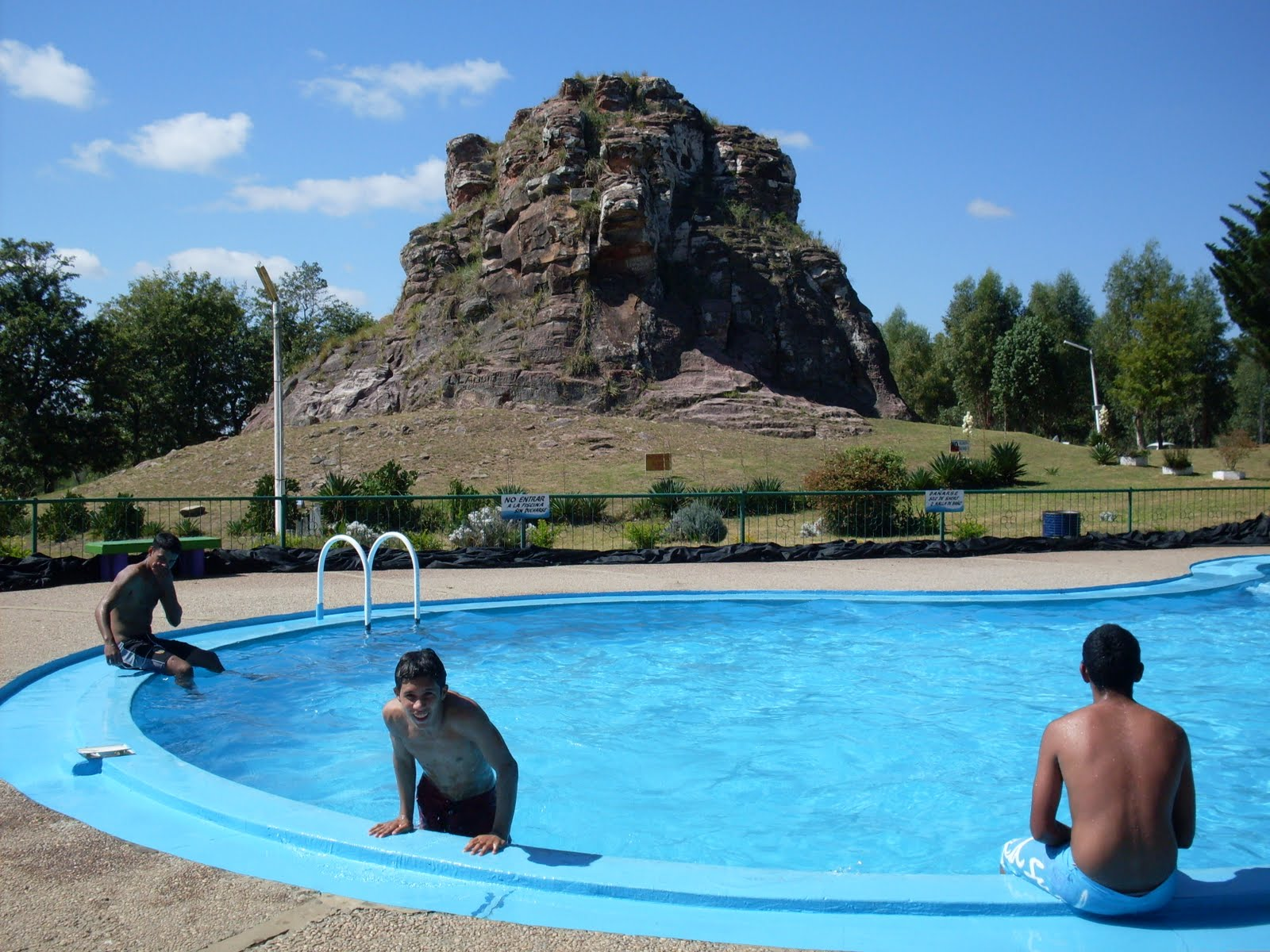
Piedra Pintada

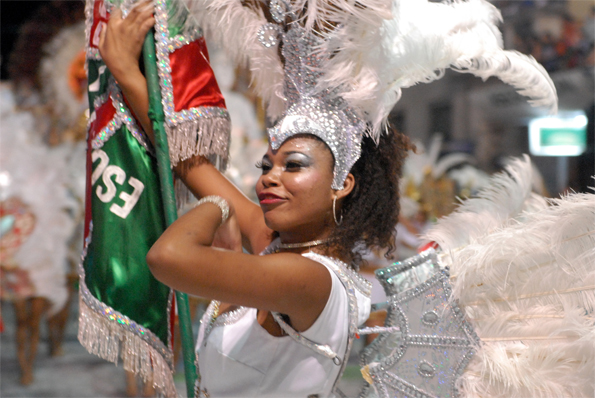
Carnaval de Artigas

- la Plaza Batlle, la mayor plaza del Uruguay, con una superficie de dos manzanas. Cuenta con plaza de comidas, y diversos elementos cargados de historia:  el monumento a la madre,  donado por la colectividad libanesa, el mástil del pabellón donde antes se ubicaba el antiguo Reloj, y el Obelisco, “Homenaje a la gloria de los Héroes de 1825”. En dicha plaza comienza año a año el Carnaval de Artigas, transcurriendo por 7 cuadras de la principal avenida de la ciudad, la avenida Cnel. Carlos Lecueder, hasta terminar en la Plaza Artigas.

- la Plaza Artigas cuenta con un amplio espacio utilizado en diversos eventos, con jardines a su alrededor, un espacio para juegos infantiles, y como principal atractivo el monumento del Gral José Artigas hecho de bronce. La base del monumento está hecha con más de 6.000 plaquetas de ágatas, pulidas por artesanos artiguenses. En 1956 se enterró en dicha plaza el “Cofre de los Recuerdos”, con fotos y escritos de aquella época, que se abrirá en el año 2052.

- el Paseo 7 de Setiembre, nombrado así en homenaje al Grito de Ipiranga (fecha de la independencia de Brasil).  es un parque ubicado sobre las costas del río Cuareim, en plena zona urbana de la ciudad. El paseo incluye el Puente Internacional de la Concordia, una fuente luminosa, el Complejo Deportivo Municipal (con gimnasio cerrado y alojamientos para delegaciones deportivas), la Casa de los Deportes, el Estadio Matías González y un estadio de Baby Fútbol. Dentro del paseo se encuentran también el Parque Rodó, con su lago artificial y zona de campin.

- el ibirapitá (árbol de Artigas) frente a la terminal de ómnibus, declarado Patrimonio Histórico Nacional. Lo trajo Baltasar Brum desde Paraguay en 1915, y es hijo del árbol que se encuentra en el solar de Artigas en ese país, el cual brindara protección al prócer en sus años de exilio.

- a 14 km de la ciudad, se encuentra el Santuario a la Virgen de los 33 Orientales, lugar de peregrinación religiosa, con una muy interesante vista hacia el río Cuareim.

- a 17 km de la capital se encuentra la Piedra Pintada, la cual es una formación de areniscas de 19 m de altura, ubicada en el Parque Congreso de abril, rodeada de monte nativo y en medio de un paisaje agreste. El parque cuenta con instalaciones para campin, parrilleros, parador, baños y tres piscinas. Allí también se encuentra la Reserva Ecológica de Fauna y Flora y el Museo de las Carretas.[12]

- A 17 km de la ciudad se encuentra a escasos metros de la Piedra Pintada Bodega Casa Tannat, un viñedo boutique que produce vinos Tannat reconocidos a nivel nacional e internacional. Las catas se realizan en uno de los cerros panorámicos de la propiedad a 200 m s. n. m. y con una de las vistas más llamativas de la zona.[13]

- el carnaval artiguense,  destacando por sobre otros carnavales del Uruguay, debido al vínculo con el samba brasileño, contagiándose de su ritmo, color y diversión. Entre 20 a 30 mil personas concurren a presenciarlo cada año, siendo el pilar en atracción turística del departamento.

Otro punto de futura atracción turística son sus aguas termales, las cuales hasta la fecha no han sido explotadas comercialmente, pero presentan gran potencial debido a la triple frontera Uruguay-Brasil-Argentina.

## Arquitectura destacada
- Iglesia San Eugenio, inaugurada en 1880, es la iglesia más antigua de la ciudad. Fue declarada monumento histórico nacional y está ubicada frente a la Plaza Artigas.
- Centro Figari (antiguo Mercado Municipal), forma parte de los edificios patrimoniales del país. Obra de estilo neoclásico del arquitecto Juan Veltroni, se inauguró el 27 de abril de 1919. En él funciona una escuela con talleres artesanales y espacios comerciales donde los alumnos venden sus productos. Cuenta con cafetería, museo y biblioteca.
- Jefatura de Policía "Gral Eugenio Garzon", edificio inaugurado el 21 de marzo de 1896 y declarado monumento histórico nacional. El 18 de julio de 1901 los vecinos de la zona le encargaron a un francés la construcción del primer reloj de la ciudad. Ese reloj fue colocado en este edificio y todavía se conserva.
- El Obelisco “Homenaje a la gloria de los Héroes de 1825”, inaugurado el 19 de abril de 1930, Formado por 120 toneladas de granito donados por Francisco Piria al entonces concejal departamental Eladio F. Dieste —padre del ingeniero Eladio Dieste— y diseñado por el arquitecto Americo Ricardoni; los diferentes bloques de granito fueron trasladados a la ciudad por tren, junto a las placas de bronce confeccionadas en el Palacio Legislativo.
- Terminal de ómnibus General Artigas, inaugurada en el año 2001, está ubicada a la entrada de la ciudad, en el antiguo predio de la estación de tren.[16]

## Comunicaciones

### Transporte urbano

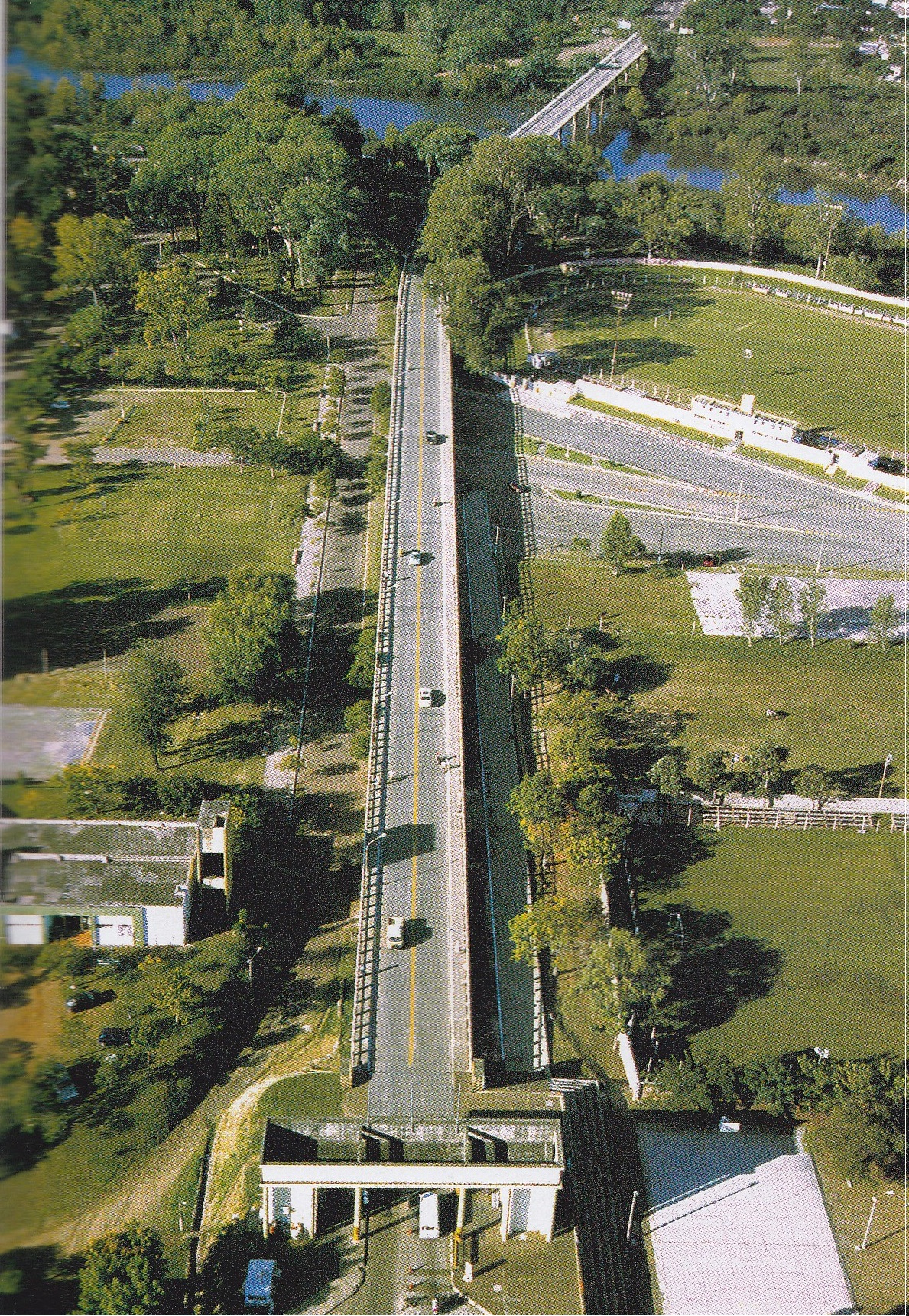
Puente Internacional de la Concordia

La ciudad se encuentra unida a la ciudad de Quarai en Brasil a través del Puente Internacional de la Concordia. Dos empresas de transporte comunican ambas ciudades (COTUA y NYSTROM); la primera conecta a diversos barrios de la ciudad así como localidades próximas (Pintadito y Cerro Ejido).

### Servicio de buses departamentales e interdepartamentales
La ciudad se conecta con varias ciudades vecinas y con Montevideo a través de servicios regulares de buses, que parten y arriban a la terminal de ómnibus departamental ubicada en el centro de la ciudad. 
Entre los servicios de buses se destacan los destinos de Montevideo (brindados por las empresas Turil y CUT Corporación) y a las ciudades de Bella Unión y Salto, por medio de las empresas COA, COTABU y JOTA-ELE, (las cuales también tienen líneas que conectan a Tomás Gomensoro, Baltasar Brum y Sequeira).

### Aeropuerto
La ciudad cuenta con el Aeropuerto Internacional de Artigas, ubicado a 3 km de la capital, con una pista de aterrizaje de 1275 × 30 m. Actualmente, no hay vuelos regulares que funcionen en el aeropuerto.

### Carreteras
Dos rutas nacionales confluyen en la ciudad de Artigas:
- Ruta 30: nace en la ruta 3, 23 km al sur de la ciudad de Bella Unión, recorre el departamento de oeste a este, pasando por la ciudad de Artigas, para luego finalizar su recorrido en la ruta 5, en el departamento de Rivera, conectando de esta manera la capital departamental con la ciudad de Montevideo. Este último tramo forma parte de la red primaria nacional de carreteras.

- Ruta 4: conecta la ciudad de Artigas con la de Salto a través de la ruta 31

### Ferrocarril
La ciudad recibe una vía férrea que llega desde Montevideo pasando por Salto y Paysandú, al ingresar al departamento envía un ramal a Bella Unión. El otro ramal llega a la ciudad de Artigas. Desde el año 1986 la vía férrea en Artigas se encuentra clausurada.

## Deportes

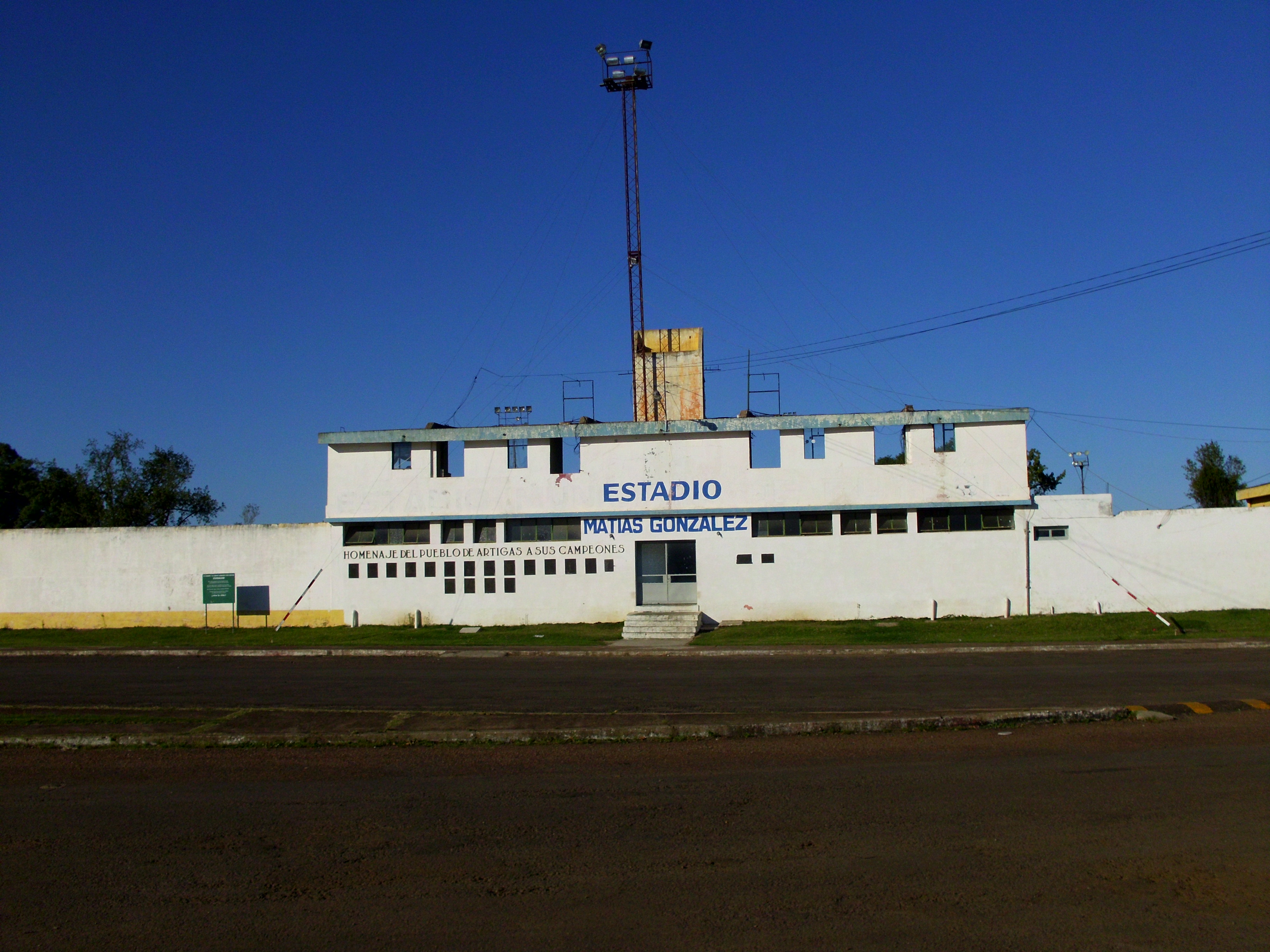
Estadio Matías González

El deporte por excelencia es el fútbol, los dos clubes de fútbol de la ciudad con más trayectoria y protagonistas del clásico del fútbol artiguense son:
- Wanderers Fútbol Club, que fue fundado en 1935 y juega en la Liga Departamental de Fútbol de Artigas. Cuenta con 4 títulos de la Copa Nacional de Clubes.
- San Eugenio Fútbol Club, fue fundado en 1908 y su equipo juega en la Primera División de la Liga Departamental de Fútbol de Artigas y es el club más Laureado a nivel local con 48 títulos, también cuenta con una Copa Nacional de Clubes.

El principal estadio de la ciudad es el Estadio Matías González. 
También la ciudad se destaca en el ciclismo nacional.

## Medios de comunicación

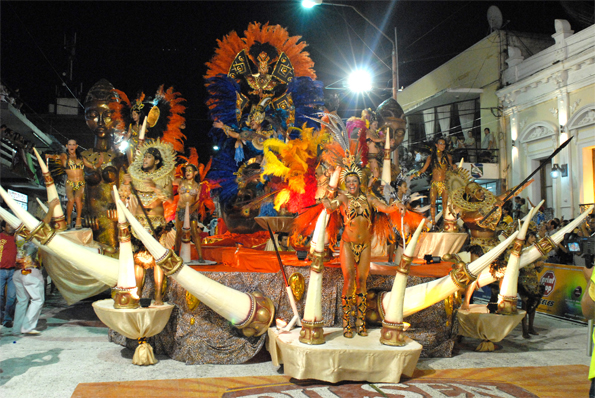
Carnaval de Artigas

### Periódicos y sitios web
- Periódico «La Noticia».

### Televisión por aire y cable

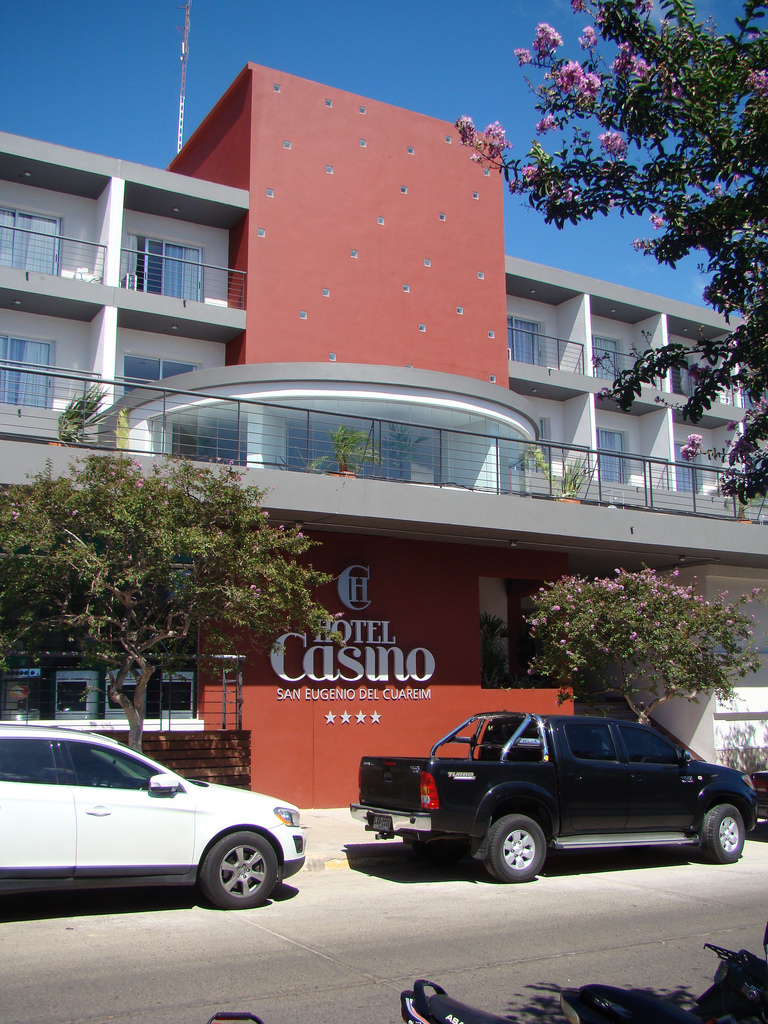
Hotel Casino 4 Estrellas

La ciudad cuenta con 2 canales de aire:
- Televisión Nacional (Canal 12), canal público estatal.
- Artigas Televisión, canal privado fundado el 19 de junio de 1967, cuenta con programación local, está afiliada a La Red, con noticias y programación nacional e internacional, único de la ciudad en Alta Definición HD y que transmite a través de Televisión Digital Abierta en el estándar ISDB-T.

A su vez brindan servicio 2 empresas operadoras de televisión por cable:
- Cable Visión Artigas
- Cablevisión

Ambos con una variada cantidad de canales nacionales e internacionales.

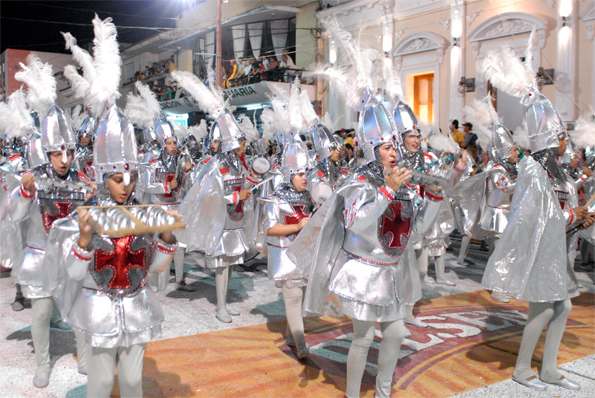
Carnaval de Artigas

### Radio
AM
- CX-118 La Voz de Artigas 1180 kHz (Artigas)
- CV-127 Cuareim (enlace roto disponible en Internet Archive; véase el historial, la primera versión y la última). 1270 kHz (Artigas)
- CW 17 Radio Frontera 900 kHz (Artigas)

 FM
- CX-202 Frontera FM 88,3 MHz (Artigas)
- CX-208D Viva FM 89.5 MHz (Artigas)
- CX-214 Amatista FM 90.7 MHz (Artigas)
- CXC-217 Horizonte FM 91,3 MHz (FM comunitaria, Artigas)
- CXC-221 Aries FM 92,1 MHz (FM comunitaria, Artigas)
- CX-254 Radiodifusión Nacional  98.7 MHz (Artigas)

## Accidente aéreo
El 10 de febrero de 1978, un avión Douglas C-47A CX-BJH, operado por TAMU se accidentó segundos después de despegar de la pista de aterrizaje del aeropuerto, en un vuelo nacional de pasajeros con destino al Aeropuerto Internacional de Carrasco en Montevideo.
Las 44 personas a bordo fallecieron a consecuencia del accidente (6 tripulantes y 38 pasajeros).
Se trata de la peor tragedia aérea de la aviación uruguaya en su historia y la segunda ocurrida en territorio Uruguayo actualmente. Es el segundo peor accidente involucrando un DC-3 en el mundo.

## Otras imágenes

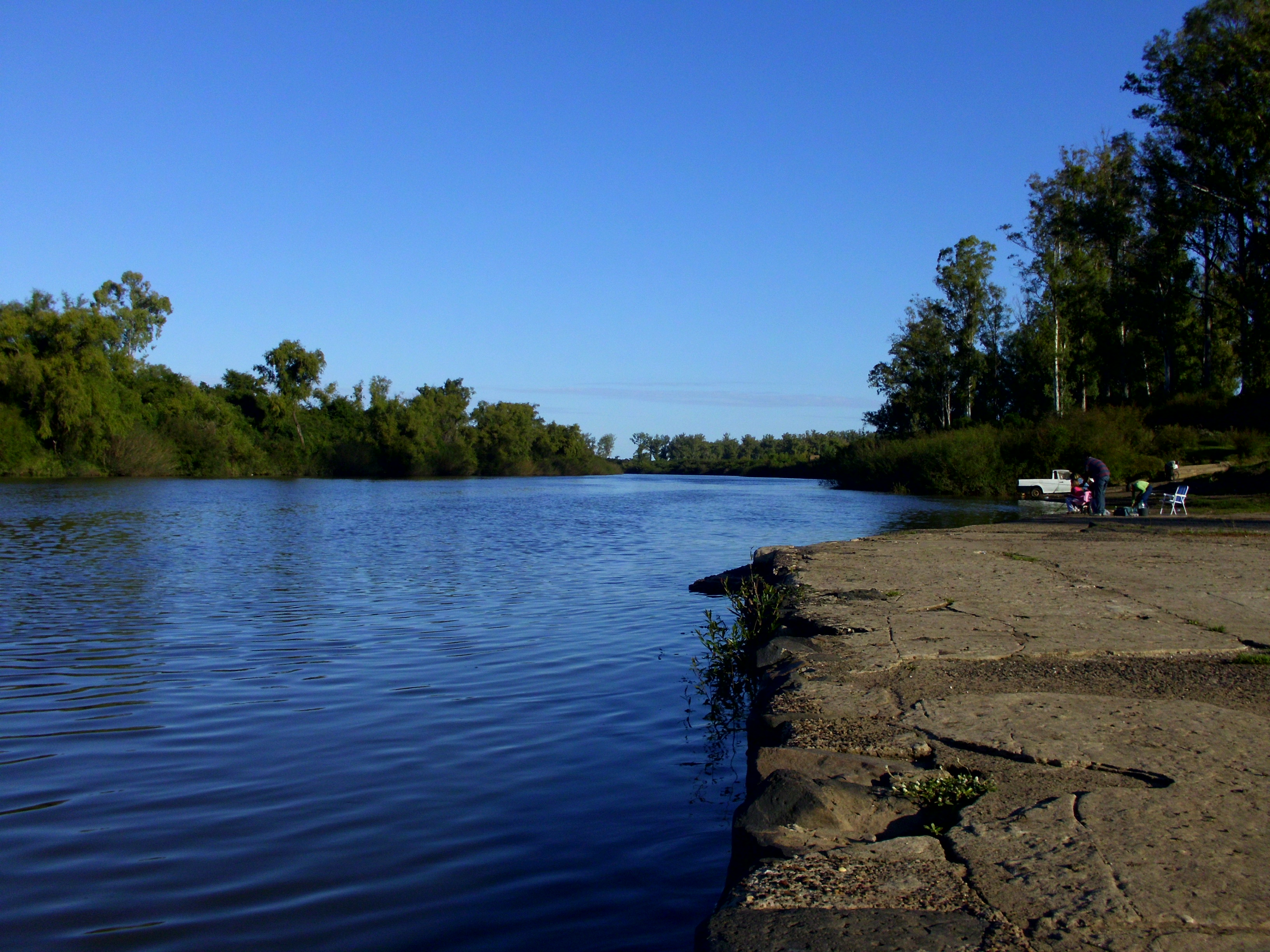
Balneario sobre el Río Cuareim
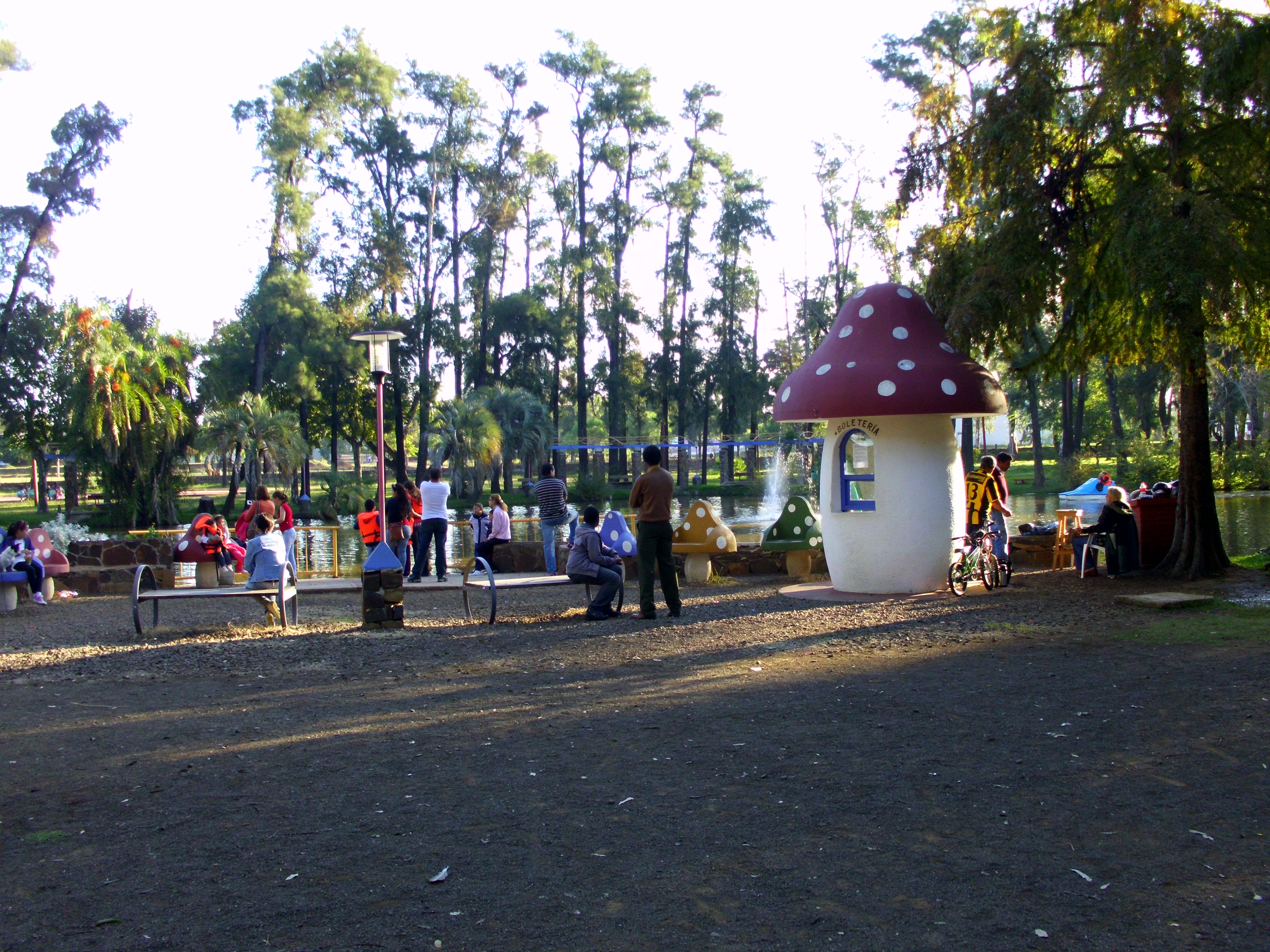
Paseo 7 de Setiembre
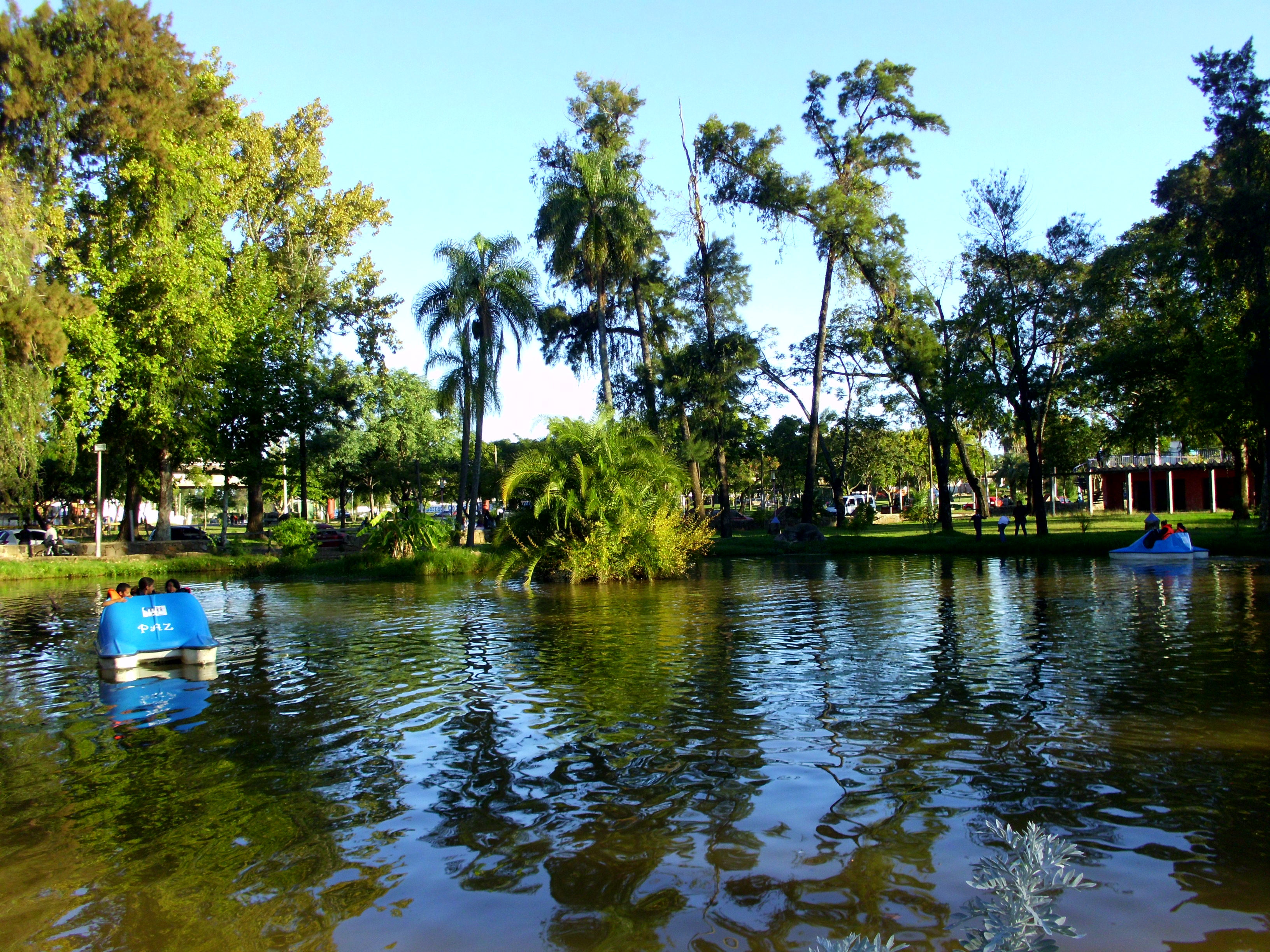
Paseo 7 de Setiembre
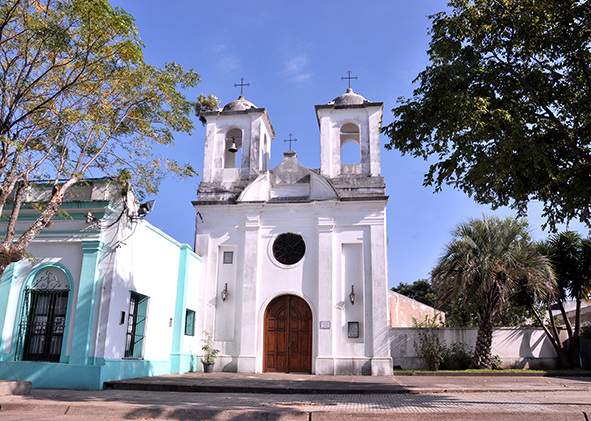
Templo San Eugenio
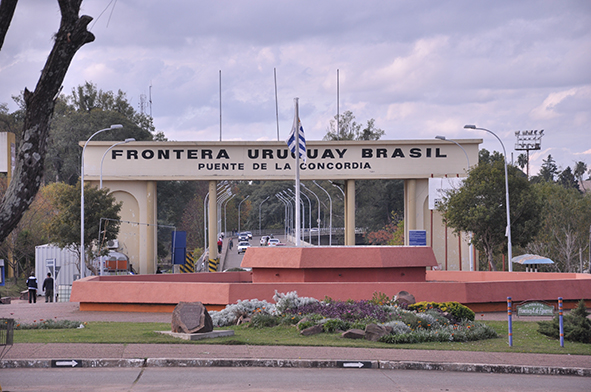
Fuente y Cabecera del Puente del la Concordia

## Ciudades limítrofes
- Quaraí, Brasil